# آراکل آراکلیان
آراکل ستراکی آراکلیان (ارمنی: Առաքել Սեդրակի Առաքելյան؛ زاده ۱۷ نوامبر ۱۹۲۷ - درگذشته ۱۶ اکتبر ۱۹۹۱) نقاش اهل ارمنستان بود.

## زندگی‌نامه
وی در ۱۷ نوامبر ۱۹۲۷ در ایروان در به دنیا آمد و از کالج دولتی هنرهای زیبای پانوس ترلمزیان و آکادمی دولتی هنرهای زیبای ارمنستان فارغ‌التحصیل گشت. عضو اتحادیه نقاشان ارمنستان وی همچنین برنده جوایزی همچون نقاش شایسته ارمنستان شوروی شد. وی در ۱۶ اکتبر ۱۹۹۱ در سن ۶۳ سالگی در ایروان درگذشت.